# 光進事件
光進事件（こうしんじけん）とは、バブル景気下の日本で起こった、仕手筋集団「光進」を巡る事件の総称である。

## 概要
小谷光浩を代表とする仕手筋集団「光進」が、バブル期末期の1987年（昭和62年） - 1990年（平成2年）にかけて蛇の目ミシン工業（現在のジャノメ）・国際航業（現在の国際航業ホールディングス）・藤田観光などの株を買い占めた一連の経済犯罪である。首謀者の小谷は1991年3月に蛇の目ミシンでの恐喝容疑で逮捕された後、蛇の目ミシン工業側から破産申し立てにより、1992年（平成4年）に個人としては尾上縫に次ぐ負債総額1,200億円で破産している。
イトマン事件・架空預金証書事件・東海・富士銀不正融資事件などと並び、銀行・ノンバンクの乱脈融資により多額の不良債権を生み出したバブル期を象徴する事件として知られる。

## 蛇の目ミシン工業事件
1990年（平成2年）後半に疑惑として表面化した恐喝事件（立件されなかったが特別背任にも近い）。
1987年（昭和62年）に小谷が地産グループのミヒロファイナンスなどからの融資金で蛇の目ミシン工業（現・ジャノメ。以下、蛇の目）の株を買占め（3100万株・約20%）筆頭株主となり、同社取締役に就任。ミヒロファイナンスから借入金返済を要求されたことで1989年（平成元年）4月から経営陣に株の高値買い取りを要求し、要求に応じなければ暴力団に売り渡すとして、ミヒロファイナンスの借入金と同額の960億円余りを要求する形で恐喝。

蛇の目ミシンは恐喝をうけメインバンクで当時の社長の出身でもある埼玉銀行（現:りそな銀行・埼玉りそな銀行）の東京本部に相談し、同年8月に担当の幹部行員が恐喝であることを知りながら、蛇の目の保証と同社本社屋の土地を抵当に取り、系列ノンバンクの首都圏リース（現存）が蛇の目の子会社 ジェーシーエルへの融資で資金供給する。そして光進出身の蛇の目の元副社長が設立した不動産会社ナナトミ（住専絡みで直後に倒産）が持つ土地をジェーシーエルが抵当に入れて296億7000万円を融資し（迂回融資）、小谷代表が窃取した。
また、株の買い戻しを狙い小谷の債務1875億円（ミヒロファイナンスからの約960億円を含む）を1989年（平成元年）6月から翌年6月頃にかけてジェーシーエルと蛇の目子会社のニューホームクレジットが、小谷の持つ蛇の目株を担保に取って肩代わりした。更に1990年（平成2年）にナナトミが小谷の保有する蛇の目株3,755万株を1株5千円（時価は2-4千円程度）で買い取る契約をしたとして、肩代わり時の担保不足分170億円を小谷が持つ国際航業株を担保に差し入れ、蛇の目から光進へ追加融資させ、蛇の目の損失を拡げた。
1991年（平成3年）2月に296億円の恐喝容疑で小谷が逮捕され（後に8億円で保釈）、2003年（平成15年）9月30日の最高裁判決（梶谷玄裁判長）で一審懲役7年が確定。また、小谷個人に対して株主代表訴訟が提起され、2001年3月29日の東京地裁判決で蛇の目に対して939億円の損害義務があるとする判決が出された。
不正融資を行った埼玉銀行では逮捕者は出なかったが、1991年（平成3年）5月21日に発足間もない協和埼玉銀行初代頭取（埼銀出身）が引責辞任した。
ナナトミは譲受前に倒産したこともあり、ジェーシーエルとニューホームクレジットが光進への融資（又貸し）の担保として差し入れていた蛇の目株は旧埼玉銀行系列の大栄不動産へ譲渡され、蛇の目は光進への融資に使用したジェーシーエルを1992年（平成4年）に特別清算させるとともに資産売却などで経営再建を行って行くことになる。
なお、小谷以外の蛇の目経営陣も特別背任罪などには問われなかったが、融資の判断による損失などについて株主代表訴訟を提起され、2008年（平成20年）に東京高等裁判所が当時の旧経営陣5人に対して583億6,000万円の賠償命令を下した。この賠償額は大和銀行ニューヨーク支店巨額損失事件の責任を巡る株主代表訴訟で大阪地裁判決で830億円の賠償命令後、二審の大阪高裁で2億5000万円で和解したものを大きく上回るものとなった。

## 国際航業株買占め事件
1986年（昭和61年）から翌年にかけて光進が国際航業を乗っ取るために株を買い占めた事件。なお、蛇の目ミシン工業が大株主として出資していた。国際航業の幹部2人が会社に無断で乗っ取り防止工作資金を11億円捻出したとして業務上横領で起訴された。1人は有罪判決（最決平成13年11月5日刑集55巻6号546頁）、1人は無罪判決が確定した。
- 同社株買い占めについては三井信託銀行（中央三井信託銀行）が800億円以上を光進側へ融資し、見返りに光進からインサイダー情報を得ていた事が脱税事件などに発展し問題となった。
- 同じく地産グループ総帥の竹井博友にもインサイダー情報を漏らし、国際航業・小糸製作所等の株売買で55億円の利益を得た。また、その見返りとして地産は蛇の目株買い占め資金の融資など光進に協力的な立場となった。1991年（平成3年）に約34億円の脱税が発覚し所得税法違反で逮捕され、1992年に懲役4年罰金5億円の実刑判決を受け収監された。
- 環境庁長官の稲村利幸は国際航業の株価急騰に便乗し、株売買、不正融資、売却益を得たが、1990年（平成2年）に株取引で得た利益約28億円の所得を隠して17億円を脱税した容疑で起訴される。1997年に稲村に対し、懲役3年罰金3億円の有罪が確定した。

## 藤田観光株価操作事件
藤田観光の株価を操作していた事件。 1990年（平成2年）7月に光進代表が証券取引法違反で逮捕され、同年12月に保釈。